# Molophilus (Molophilus) analis
Molophilus (Molophilus) analis is een tweevleugelige uit de familie steltmuggen (Limoniidae). De soort komt voor in het Australaziatisch gebied.